# Cophixalus rajampatensis
Cophixalus rajampatensis ist eine 2015 neu beschriebene Art der Froschlurche aus der Unterfamilie der Papua-Engmaulfrösche (Asterophryinae) innerhalb der Familie der Engmaulfrösche. Sie ist bisher nur von den Inseln Batanta und Waigeo bekannt. Diese liegen im Raja-Ampat-Archipel, der zum indonesischen Teil Neuguineas gehört. 

## Merkmale
Mit einer Kopf-Rumpf-Länge zwischen 17,6 und 19,5 Millimetern bei Männchen gehört Cophixalus rajampatensis zu den kleineren Arten der Gattung Cophixalus. Die Beine sind nicht besonders lang, sondern erreichen ungefähr die Hälfte der Kopf-Rumpf-Länge. Der vierte Zeh ist der längste, der dritte Zeh ist länger als der fünfte. Die Haftscheiben an den Fingern sind bei dieser Art wesentlich kleiner als die an den Zehen.
Die Rückenfärbung des Frosches ist bronzefarben, die Haut ist glatt und zeigt nur wenige unregelmäßig verstreut gelegene Warzen an den Flanken, die an der Basis dunkelbraun und an der Spitze heller bis rosa erscheinen. Die Unterseiten der Extremitäten sind cremefarben, ebenso der Bauch. Darauf sind unregelmäßige braune Flecken zu sehen. Die Analregion ist schwärzlich gefärbt. Von der Schnauze verläuft ein cremefarbener Streifen entlang des Canthus rostralis bis hinter das Auge. Dort beginnt ein dunkelbrauner Streifen, der sich hinten zieht. Eine dunkelbraune bis schwärzliche „Maske“ überzieht die Hautregion zwischen Nase und Auge sowie der Kehle bis zum Ansatz der Oberarme.

## Lebensweise
Die Frösche leben im Regenwald, auch wenn dieser durch Abholzungen in kleinerem Maße beeinträchtigt ist. Nach starken Regenfällen sitzen die Männchen auf Blättern in bis zu einem Meter Höhe über dem Boden und signalisieren den Weibchen mit ihren Rufen ihre Anwesenheit.
Ihr Ruf ist eine Folge von zwei bis fünf Tönen, die mit einer Frequenz von 3,7 kHz ein piependes Geräusch ergeben. Die Rufe werden im Abstand von wenigen Sekunden wiederholt.

## Forschungsgeschichte
Das Anfang Juni 2005 auf der Insel Waigeo im Raja-Ampat-Archipel entdeckte Typusexemplar von Cophixalus rajampatensis wurde im Jahr  2015 von Rainer Günther vom Museum für Naturkunde Berlin und seinen australischen und indonesischen Kollegen beschrieben. Dieselbe Arbeit beschreibt auch die ebenfalls im Jahr 2005 auf der Nachbarinsel Salawati entdeckte Art Cophixalus salawatiensis. Trotz der Nähe der Inseln zueinander gibt es keine Überschneidungen im Verbreitungsgebiet der beiden Arten. Der Artname rajampatensis verweist auf die Herkunft des Frosches aus dem Raja-Ampat-Archipel.